# 発想
発想（はっそう、idea, conception）とは、考え、着想、見解、思いつき、概念、想像力、理解のこと。

## 概説
発想とは、物事をどのように把握するか、見解をとるか、どういう概念で理解するか、ということ。アイデア（idea）という言葉は、一般に、あるいは哲学の言葉・用語として、「心の絵」「理解」という意味として使われる。

## 発想・理解・物事の認識の仕方の例
- 自然・文化観
  - 沖縄の自然は、明治時代、沖縄在住の和歌を歌う歌人にとっては、富士山も吉野山も飛鳥川もない貧しいもの、という把握・認識の仕方があった。20世紀-21世紀、多くの日本人にとっては、それは青い海、白い砂、青い空といった美しいイメージである[1]。
- ことわざ
  - 「豚に真珠」という言葉の意味 - 価値がわからない者には、どんなに貴重で価値の在る物も役に立たない、意味がないということ。－＞価値・美は、見る者の眼に在る、という理解を含む。